# Чермак, Карл Леонтьевич
Карл Леонтьевич Чермак (1809 — 14 (26) декабря 1888) — российский педагог, директор гимназий в Тифлисе и Баку.

## Биография
Родился в 1809 году в Вене. Отец — чех, переехавший в Российскую империю, Леопольд (Леонтий) Иванович Чермак (1774 — после 1837) — основал в Москве, после 1812 года, «пансион для благородных детей мужского пола».
Карл Чермак учился в пансионе своего отца, затем поступил в Московский университет. После окончания в 1833 году  словесного отделения Московского университета К. Л. Чермак преподавал в родном пансионе, а затем одновременно служил чиновником в системе Министерства просвещения. На собственные средства с целью самообразования уехал за границу; затем некоторое время служил в Варшаве, в канцелярии военного губернатора.
В 1838 году он вернулся в Москву; работал помощником смотрителя московского воспитательного дома. Когда в 1841 году открылась 3-я Московская гимназия, он был назначен на место инспектора гимназии. В это время он увлекся изучением ботаники и занимался составлением коллекций растений под руководством преподавателя той же гимназии Н. И. Анненкова, который в одном из своих писем написал о нём:

Это была такая благородная, симпатичная и высокообразованная личность, какую мне редко потом случалось встречать.

Превосходно знавший древние и новые языки, философию, историю, естественные науки, обладатель богатой библиотеки, доступный и приветливый для всех равно…
В 1849 году К. Л. Чермак был назначен директором училищ Тифлисской губернии и занял место директора Тифлисской гимназии. В 1857 году он указывался как действительный член Кавказского Общества сельского хозяйства и действительный член Кавказского отдела Императорского русского географического общества.
С 1864 года, К. Л. Чермак — директор Бакинской дирекции училищ и Бакинской реальной гимназии (в 1871 году указывалось, что он был директором Бакинской гимназии, в 1873 году — директор Бакинского реального училища).
Живя на Кавказе, он занимался изучением местной флоры и был связан с А. Н. Бекетовым.
Под конец жизни, оставив должность директора, преподавал математику и французский язык в Бакинской женской гимназии. В 1886 году К. Л. Чермак приобрёл имение Тихое, западнее Чудова, недалеко от Лядно, имения его дочери Леонтины и зятя.

## Семья
Жена: Софья Яковлевна, урождённая Григориус.
Дети:
- Александр (1853 — до 1939)[Комм 2]
- Николай (1856—1903)[3] — русский анатом и гистолог, профессор Юрьевского университета.
- Лев (1862—1941)[4] — автор воспоминаний о Г. И. Успенском; у его сына инженер-технолога Леонтия Львовича Чермака и его жены Любови Аверкиевны родился 30 января 1910 года продолжатель рода Лев Леонтьевич Чермак (1910<[Комм 3]—1980) — известный специалист в области цветной металлургии, лауреат Сталинской (1948) и Государственной (1974) премий.
- Леонтина — в замужестве Каменская; её муж, инженер А. В. Каменский[5]; их сын, Юрий, был одноклассником Осипа Мандельштама (см. Приложение 6. Из рукописей Ю. А. Каменского / Осип Мандельштам и его время: анализ текстов / А. Г. Мец. — Изд. 2-е, исправ. и доп. — СПб.: Интернет-издание, 2011. — 273 c.
- Софья — в замужестве Моргунова
- Мария — в замужестве Успенская
- Нина

## Комментарии
1. ↑  А. М. Достоевский вспоминал, что Карл Леонтьевич Чермак преподавал в пансионе греческий язык.
2. ↑  По окончании Горного института (1876) служил на Олонецких заводах, помощник управляющего Александровского завода (1880, 1884, 1890); управляющий Суоярвского завода (1895—1905); в 1910 — окружной инженер Нижегородского горного округа, в 1913 — действительный статский советник, помощник начальника Иркутского горного управления.
3. ↑  Крещён 28 марта в Спасской церкви при Приюте в память отрока Василия в Петербурге; восприемниками были: «дворянин, агроном Лев Карлович Чермак и жена иркутского нотариуса Александра Васильевна Горбунова» (ЦГИА СПб. Ф. 19.— Оп. 127.— Д. 2381.— Л. 97).